# Mieczysław Hebda
Mieczysław Hebda (ur. 24 marca 1921 w Gwoźdźcu, zm. 2 września 2005) – polski działacz partyjny i państwowy, poseł na Sejm PRL III, IV, V, VI, VII i VIII kadencji (1961–1982).

## Życiorys
Syn Stanisława i Marii. Podczas wojny przebywał na robotach przymusowych w Austrii. Po powrocie do Polski w 1945 wstąpił do Ochotniczej Rezerwy Milicji Obywatelskiej. Był komendantem placówki ORMO w Niwce. Wstąpił do Polskiej Partii Robotniczej w kwietniu 1948, a w grudniu tego samego roku przystąpił z nią do Polskiej Zjednoczonej Partii Robotniczej. Z zawodu ślusarz maszynowy, uzyskał wykształcenie wyższe. Pracował w przedsiębiorstwie budowy mostów kolejowych. Od 1950 pełnił kolejno funkcje: sekretarza Komitetu Gminnego PZPR w Radłowie, instruktora, kierownika Wydziału Organizacyjnego, II sekretarza Komitetu Powiatowego w Brzesku i I sekretarza KP w Nowym Targu. Po ukończeniu w październiku 1954 Centralnej Szkoły Partyjnej pracował w Komitecie Wojewódzkim PZPR w Krakowie jako zastępca kierownika Wydziału Organizacyjnego, następnie kierownika Wydziałów Rolnego i Organizacyjnego. Od 1960 był I sekretarzem Komitetu Miejskiego i Powiatowego w Tarnowie, a od 1965 sekretarzem KW w Krakowie. 18 grudnia 1968 do 30 stycznia 1981 był I sekretarzem KW PZPR w Zielonej Górze. Na VI Zjeździe PZPR wybrano go na członka Komitetu Centralnego partii (wcześniej był zastępcą członka).
Był przewodniczącym Wojewódzkiej Rady Narodowej w Zielonej Górze. W 1961, 1965, 1969, 1972, 1976 i 1980 uzyskiwał mandat posła na Sejm PRL. W trakcie III, IV, V i VI kadencji zasiadał w Komisji Zdrowia i Kultury Fizycznej, a w trakcie VII i VIII kadencji w Komisji Leśnictwa i Przemysłu Drzewnego. W trakcie VII kadencji członek Polskiej Grupy Unii Międzyparlamentarnej. 25 stycznia 1982 zrzekł się mandatu. Pochowany na Starym Cmentarzu w Tarnowie.
Jego wnuk Artur Hebda był w latach 2005–2008 wiceprzewodniczącym Sojuszu Lewicy Demokratycznej (w 2015 odszedł z partii) i radnym Zielonej Góry w latach 2010–2015.

## Odznaczenia
- Krzyż Kawalerski Orderu Odrodzenia Polski
- Order Sztandaru Pracy II klasy
- Złoty Krzyż Zasługi
- Medal 30-lecia Polski Ludowej[4]
- Odznaka 1000-lecia Państwa Polskiego (1966)[5]
- Order „Znak Honoru” (ZSRR, 1984)[6]
- i inne odznaczenia państwowe i resortowe